# Ридикюль

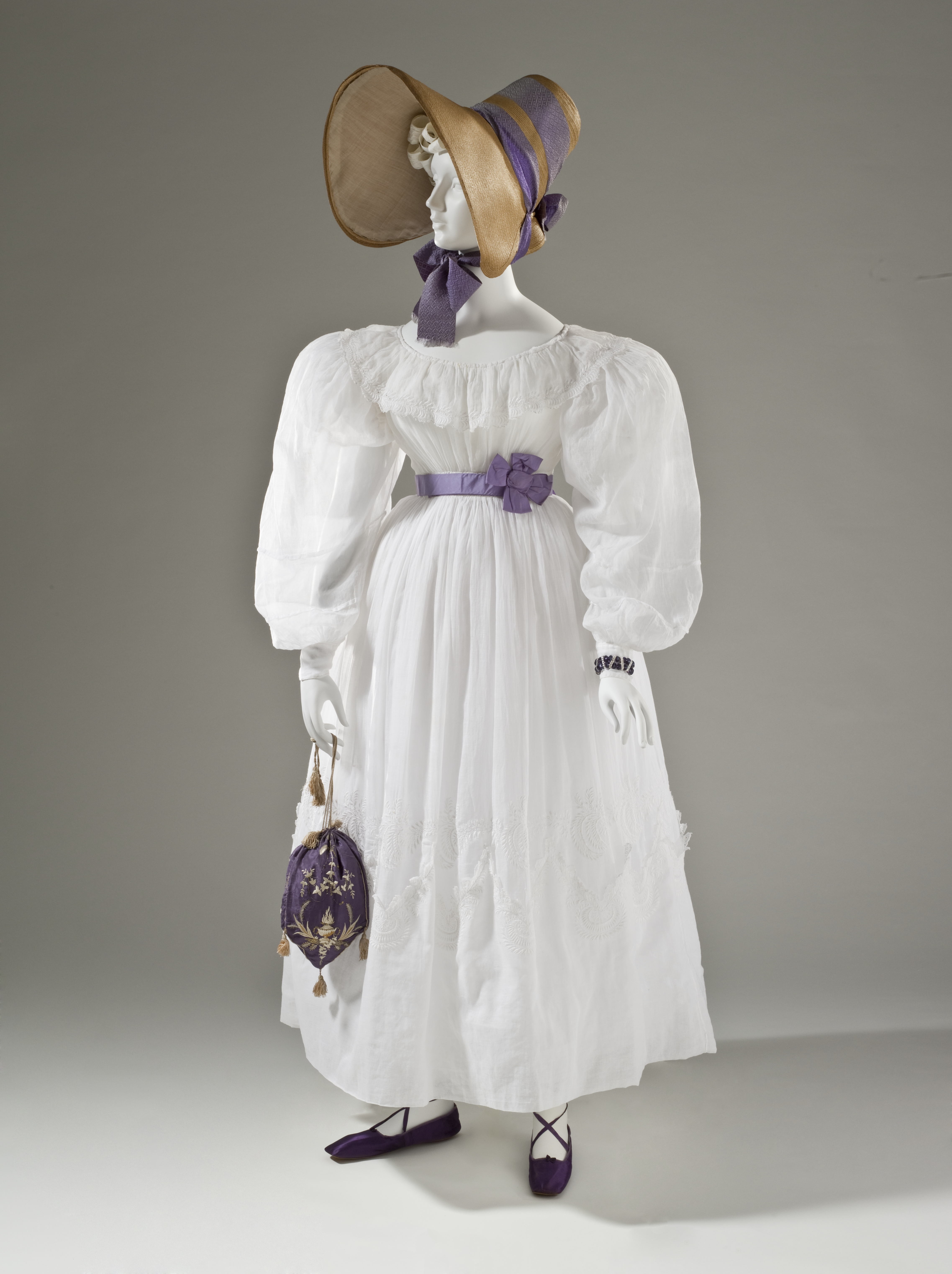
Женский модный образ 1830 года с ридикюлем

Ридикю́ль (фр. réticule ← лат. reticulum — сетка) — женская сумочка на длинном шёлковом шнуре, украшенная вышивкой; надевалась на руку.
Появилась в 1790-x годах в связи с изменением моды и стиля одежды, — до этого свободные женские юбки позволяли женщинам использовать своеобразные карманы, которые прикреплялись к поясу (омоньеры). С распространением в конце XVIII и начале XIX века облегающих платьев («ампирная мода») мест для карманов не осталось, и в моду вошли сумочки в виде корзиночки или мешочка, — они получили название «ретикюль» (в переводе с лат. — «сетка», «плетёная сумка»), но в насмешку были прозваны «ридикюлями» (в переводе с фр. — «смехотворные»).